# پسوئل د آریسا
پسوئل د آریسا (به اسپانیایی: Pozuel de Ariza) یک دهستان در اسپانیا است که در استان ساراگوسا واقع شده‌است. پسوئل د آریسا ۲۲ کیلومتر مربع مساحت و ۲۷ نفر جمعیت دارد.